# Суперелипса
Суперелипса или  Ламеова крива је затворена крива која подсећа на елипсу, задржавајући геометријске карактеристике полу-главне осе и полу-мале осе и симетрије око њих али другачијег облика. Специјални случајеви ових кривих, а припадају фамилији суперелипса су: ружа- криве, супер-ружа криве и суперспирале.

## Суперелипсе
Нека x и y  Декартове координате у равни {\displaystyle \mathrm {E} ^{2}}. Тада је једначина круга полупречника r, чији је центар у координатном почетку О дата са
{\displaystyle x^{2}+y^{2}=r^{2}},
и једначина елипсе са полуосама {\displaystyle a} и {\displaystyle b\neq {a}} , са центром у координатном почетку О дата са 
{\displaystyle \left({\frac {x}{a}}\right)^{2}+\left({\frac {y}{b}}\right)^{2}=1}
Француски математичар Gabriel Lamé (1795-1870), бавио се проучавањем ових кривих и увео је фамилију тзв. „суперелипси“. Према Ламеу, кругови и елипсе, исто као квадрати и правоугаоници, укључени су у фамилију тзв. „суперелипси“ тј. равних кривих датих Декартовим једначинама облика
(1)                      {\displaystyle \left|{\frac {x}{a}}\right|^{n}+\left|{\frac {y}{b}}\right|^{n}=1}
при чему су {\displaystyle a,b,n}  позитивни бројеви.

## Специфични случајеви (Ламеових кривих)
Формула (1) дефинише затворену криву која се налази у правоугаонику {\displaystyle -a\leq x\leq a}  и {\displaystyle -b\leq x\leq b} . Параметри {\displaystyle a} и {\displaystyle b} се називају полупречник кривине.
Када је {\displaystyle n}  између 0 и 1, суперелипса има облик звезде, док за {\displaystyle n={\frac {1}{2}}}, краци те звезде су направљени од лукова параболе.

Ако је {\displaystyle n=1}, крива је дијамант са теменима ,{\displaystyle {\bigl (}\pm a,0{\bigr )}} и {\displaystyle {\bigl (}0,\pm b{\bigr )}}, ако је {\displaystyle n} између 1 и 2, изгледа као дијамант са истим теменима али са конвексне (споља закривљене) стране.
Ако је {\displaystyle n=2}  крива је обична елипса, а ако је {\displaystyle n} веће од 2, та површина изгледа као правоугаоник са угловима.

## Математичка својства
Преласком на поларне координате {\displaystyle \rho } и {\displaystyle \theta }, тако да је 
{\displaystyle {\begin{cases}\rho \cos \theta \\\rho \sin \theta \end{cases}}}
Где уз то уводећи коефицијент {\displaystyle m/4} (који допушта увођење специфичних ротационих симетрија око 0 од оних који се односе на четири квадранта координатног система). Заменом поларних координата у једначину (1) добијамо:
(2)         {\displaystyle \rho =\{|{\frac {\cos mq/4}{a}}|^{n_{2}}+|{\frac {\sin mq/4}{b}}|^{n_{3}}\}^{-1/n_{1}}}
при чему {\displaystyle n_{1}\in R_{0},n_{2},n_{3}\in R}.
Равне криве дате помоћу поларне једначине (2), при чему је у сваком случају {\displaystyle a=b}  приказене су на слици 4.
Равне криве дате помоћу поларних једначина (2) могу се у извесном смислу интерпретирати, тако као да су добијене полазећи од јединичног круга са центром у 0, {\displaystyle \rho =1}, помоћу трансформације задате десном страном једначине (2) за било који избор параметра {\displaystyle a,b,m,n_{1},n_{2},n_{3}.}
Ове раванске криве одређене су помоћу поларних једначина {\displaystyle \rho =f(\theta )} где  у {\displaystyle f} основи може бити произвољна позитивна реална функција. Њихова поларна једначина је:
(3)                {\displaystyle \rho =f(\theta )\cdot \{|{\frac {\cos mq/4}{a}}|^{n_{2}}+|{\frac {\sin mq/4}{b}}|^{n_{3}}\}^{-1/n_{1}}}
Једначина ружа- криве (Grandi) је
(4)                  {\displaystyle \rho =\rho (\theta )=\cos(2,50)}
Помоћу трансформације (3) са параметрима {\displaystyle m=2,5,n_{1}=1/1,3,n_{2}=n_{3}=2,7} и {\displaystyle m=2,5,n_{1}=n_{2}=n_{3}=5} добијамо супер-ружа криве.
Једначина логаритамске спирале је {\displaystyle \rho =f(\theta )=e^{0,2\theta }}. Помоћу трансформације (3) са параметрима {\displaystyle m=4,n_{1}=n_{2}=n_{3}=100} и {\displaystyle m=10,n_{1}=n_{2}=n_{3}=5}, добијамо суперспирале.